# Haliczany
Haliczany – wieś w Polsce położona w województwie lubelskim, w powiecie chełmskim, w gminie Kamień.
W latach 1973–83 w gminie Chełm.
| SIMC    | Nazwa    | Rodzaj    |
| ------- | -------- | --------- |
| 0103941 | Zagacie  | część wsi |
| 0103958 | Zażdżary | część wsi |

W latach 1975–1998 miejscowość administracyjnie należała do województwa chełmskiego. 
Wieś jest sołectwem w gminie Kamień. Według Narodowego Spisu Powszechnego (III 2011 r.) liczyła 99 mieszkańców i była piętnastą co do wielkości miejscowością gminy.
Wierni Kościoła rzymskokatolickiego należą do parafii Nawiedzenia Najświętszej Maryi Panny w Kumowie.